# Ладислав Шубрт
Ладислав Шубрт (чеськ. Ladislav Šubrt) — чехословацький футболіст, що грав на позиції півзахисника. Відомий виступами, зокрема, за клуб«Славія» (Прага). Триразовий чемпіон Чехословаччини, фіналіст кубка Націй.

## Клубна кар'єра
У 1928 році розпочав виступи у складі клубу «Славія». Зокрема, у листопаді був учасником перемоги над «Спартою» з рахунком 4:3 у чемпіонаті країни. У підсумку клуб здобув перемогу у тому розіграші чемпіонату. У грудні був учасником фінального матчу кубка Середньої Чехії, у якому «Славія» зіграла унічию 1:1 «Спартою». «Славія» виграла кубок після двох перегравань, що відбулися у 1929 році без безпосередньої участі Шубрта. 
Також здобував перемоги у чемпіонаті Чехословаччини 1930 і 1931 років, зігравши у тих розіграшах 5 і 2 гри відповідно.
У 1930 році зіграв у першому матчі чвертьфіналу кубка Мітропи проти угорського «Ференцвароша», що завершився нічиєю 2:2. Того ж року був учасником Кубка Націй, турніру для чемпіонів і переможців кубка провідних країн Європи, що проходив у Женеві. Конкурент Шубрта по позиції Вілем Кьоніг отримав травму у півфінальній грі, через що Ладислав зіграв у фінальній грі з «Уйпештом», що завершилась поразкою чеської команди з рахунком 0:3. 
Сезон 1931/32 провів у команді «Наход» з однойменного міста, що посіла сьоме місце у національному чемпіонаті.

## Статистика
Статистика виступів у кубку Мітропи
| №                      | Розіграш               | Стадія                 | Дата та місце проведення | Команда 1              | Рахунок | Команда 2   | Голи |
| ---------------------- | ---------------------- | ---------------------- | ------------------------ | ---------------------- | ------- | ----------- | ---- |
| 1                      | 1930                   | 1/4                    | 19.06.1930 Прага         | Славія                 | 2:2     | Ференцварош |      |
| Всього у кубку Мітропи | Всього у кубку Мітропи | Всього у кубку Мітропи | Всього у кубку Мітропи   | Всього у кубку Мітропи | 1       |             | 0    |

## Титули і досягнення
- Чемпіон Чехословаччини (3):

«Славія»: 1928–1929, 1929–1930, 1930–1931
- Володар Середньочеського кубка (1):

«Славія»: 1928
- Фіналіст Кубка Націй (1):

«Славія»: 1930